# 邦格伊尔
邦格伊尔（Bhongir），是印度安得拉邦Nalgonda县的一个城镇。总人口47451（2001年）。

## 人口
该地2001年总人口47451人，其中男性24090人，女性23361人；0—6岁人口5856人，其中男2995人，女2861人；识字率69.82%，其中男性为78.41%，女性为60.96%。